# 상중이동
상중이동(上中梨洞)은 대한민국 대구광역시 서구의 행정동이다.
북구 금호동, 사수동, 달성군 다사읍, 달서구 감삼동, 죽전동, 용산동과 접한다.

## 역사
- 1910년 10월 1일 경상북도 대구부 달서면 상리동/괘이동·중리동/신기동·이현동[1]
- 1914년 4월 1일 경상북도 달성군 달서면 중리동·상리동·이현동[2][3]
- 1938년 10월 1일 경상북도 대구부(大邱府) 중리동·상리동·이현동 (서부출장소 관할)[4]
- 1949년 8월 15일 경상북도 대구시 중리동·상리동·이현동 (서부출장소 관할)[5]
- 1963년 1월 1일 경상북도 대구시 서구 중리동·상리동·이현동[6]
- 1965년 2월 1일 경상북도 대구시 서구 상중이동(행정동)[7]
- 1981년 7월 1일 대구직할시 서구 중리동·상리동·이현동[8]
- 1985년 12월 1일 행정동 상중이동을 상이동·중리동으로 분동[9]
- 1995년 1월 1일 대구광역시 서구 중리동·상리동·이현동[10]
- 1998년 9월 25일 행정동 상리동·중리동·이현동을 상중이동으로 합동[11]

## 주요 기관
- 대구의료원(중리동)
- 대구서부경찰서 이현지구대(이현동)
- 대구서부소방서 이현119안전센터(이현동)
- 중리동우체국(중리동)
- 대구의료원 새마을금고 본점(중리동)
- 대구은행 이현공단지점(중리동)
- 대구은행 삼익뉴타운 출장소(중리동)
- 서대구농협 중리지점(중리동)
- 서대구역(이현동)
- 상리CNG바이오충전소(전국 2호 / 상리동)
- 대구광역시 선거관리위원회(중리동)
- 대구광역시 서구 선거관리위원회(중리동)
- 대구광역시 상수도사업본부 서부사업소(중리동)

## 교육
- 대구중리초등학교(이현동)
- 달서초등학교(중리동)
- 중리중학교(중리동)
- 서남중학교(중리동)
- 경덕여자고등학교(중리동)
- 계성고등학교(상리동)

## 주거 시설
- 중리롯데캐슬(중리동)
- 진달래1차아파트(중리동)
- 진달래2차아파트(중리동)
- 다산하트빌아파트(중리동)
- 중리광명아파트(중리동)
- 청구꽃동네아파트(중리동)
- 양지아파트(중리동)
- 중리시영1차아파트(중리동)
- 중리시영2차아파트(중리동)
- 신세계아파트(중리동)
- 에덴동지아파트(중리동)
- 일신3차아파트(중리동)
- 일신4차아파트(중리동)
- 일신17차아파트(중리동)
- 퀸스빌아파트(중리동)
- 상리그린빌(상리동)
- 원진빌라(상리동)
- 용빌라(상리동)
- 경창그린빌(상리동)
- 동원빌라(상리동)
- 동원빌라트(상리동)
- 동현빌라트(상리동)
- 대원빌라(상리동)
- 그린빌라(상리동)
- 오성빌라(상리동)
- 그린하이츠(상리동)